# Lotta Continua
Lotta Continua (LC) va ser una organització política d'extrema esquerra italiana, d'orientació comunista revolucionària i obrerista, activa entre finals dels anys 1960 i la primera meitat de la dècada de 1970. Va néixer a la tardor de 1969 després d'una escissió dins del Movimento operai-studenti de Torí que havia avivat l'estiu de lluites a la Universitat de Torí i a la FIAT (l'altra part es va constituir en el grup Potere Operaio, amb arrelament al nord-est, després convertit en Autonomia Operaia). LC es va distingir d'altres grups pel seu marcat movimentisme i la seva major heterodòxia i crítica a la Unió Soviètica.

## Història del moviment

### Orígens: l'espontaneisme

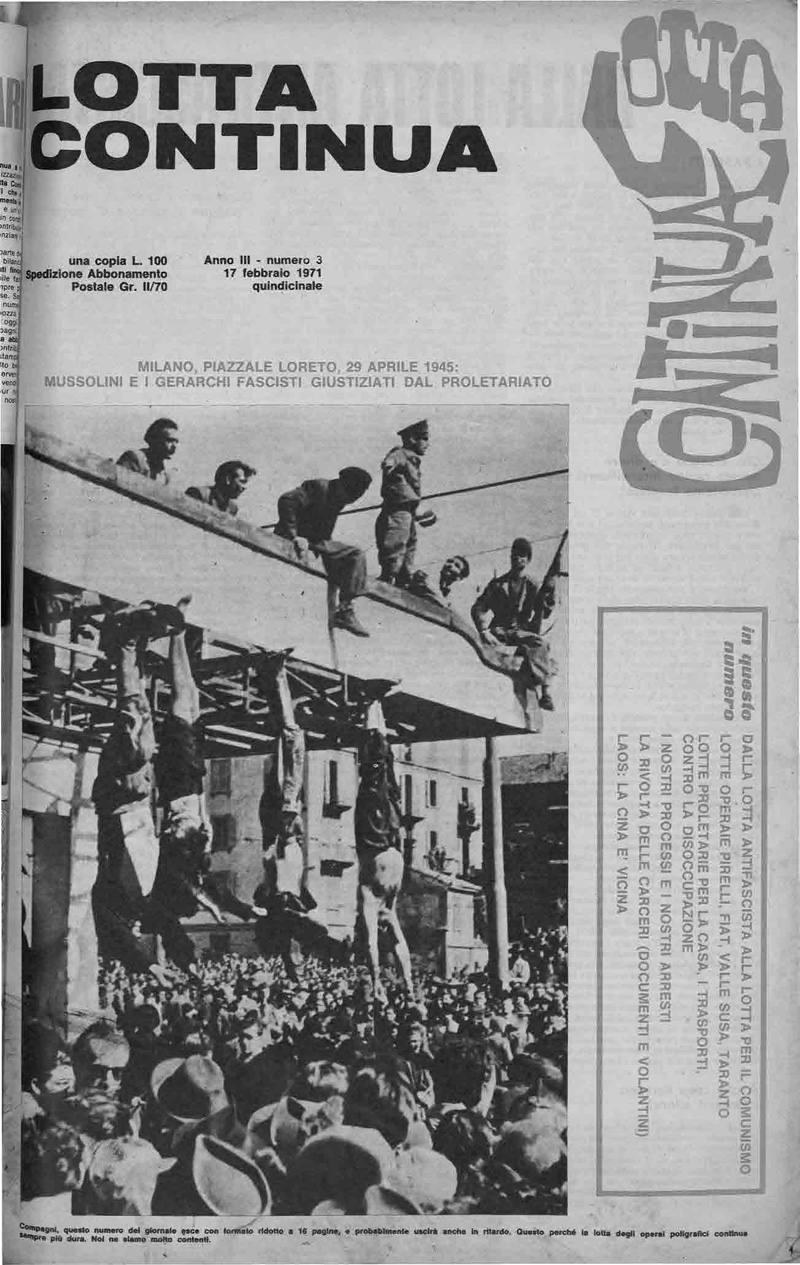

Lotta Continua es va fundar l'any 1969, en continuïtat ideològica i territorial amb el moviment polític Il potere operaio pisano. El primer número del setmanari homònim, l'òrgan de premsa oficial del moviment polític, es va publicar el novembre d'aquell mateix any. El periòdic va convertir en diari el 18 d'abril de 1972.
Des del naixement fins a principis de 1972, LC va tenir una forta connotació espontaneista, esdevenint-ne Adriano Sofri un líder carismàtic. El seu lideratge ara compartit amb Giorgio Pietrostefani, Mauro Rostagno, Guido Viale, Cesare Moreno, Paolo Brogi, Lanfranco Bolis, Carla Melazzini i Marco Boato.

### La doctrina de la «confrontació general» i el gir centralitzador
El 2 març de 1972, Maurizio Pedrazzini, militant de LC, es trobava amb una pistola a casa del diputat del Moviment Social Italià Franco Servello. Un tret que se li va escapar va alarmar els veïns de Servello i Pedrazzini fou immediatament arrestat. Pedrazzini va morir el 1998 a Innsbruck en un tiroteig amb la policia austríaca.
El mateix any, de l'1 al 3 d'abril, es va celebrar a Rímini la tercera convenció nacional del moviment, al final de la qual es va aprovar l'anomenada «confrontació general» amb la burgesia i l'Estat.
D'aleshores fins al 1974 hi va haver una considerable centralització de l'organització: l'origen d'aquest canvi d'estratègia responia a la necessitat d'equipar el moviment amb mitjans que contribuïssin a afavorir l'augment d'intensitat en el xoc que la convenció havia defensat.
Durant aquell any, un primer grup de militants va sortir de LC per passar a la lluita armada fundant Nuclei Armati Proletari (NAP): el 29 d'octubre, Luca Mantini i Giuseppe Romeo, dos antics membres de LC que havien passat al NAP, van morir durant un robatori a Florència.

### Sortida de l'extraparlamentarisme i dissolució
Del 7 al 12 de gener de 1975, LC va celebrar el primer Congrés Nacional a Roma. Es va elegir per primera vegada un comitè nacional per votació secreta. Va començar l'etapa de la discussió col·lectiva i es va prendre la decisió de votar a les eleccions regionals pel Partit Comunista Italià.
El 20 de juny de 1976, Lotta Continua es va presentar per primera vegada a les eleccions legislatives italianes, fent llistes comunes amb el Partito di Unità Proletaria per il Comunismo, Avanguardia operaia i Movimento Lavoratori per il Socialismo. Els resultats foren 556.000 sufrafis, un 1,51% dels vots, i 6 electes dels quals només un, Domenico Pinto, pertanyent a LC. Tot i això, l'elecció de participar en una contesa electoral va ser significativa.
Entre el 31 d'octubre i el 5 de novembre de 1976, Lotta Continua va celebrar el segon congrés nacional a Rímini, que va veure la discrepància entre el grup dirigent i el component feminista del moviment. El canvi cap al parlamentarisme i l'allunyament de l'extraparlamentarisme no va salvar l'organització, que es va dissoldre just després d'aquest congrés sense cap declaració oficial, tot i que el diari, dirigit en aquell moment per Enrico Deaglio, va continuar publicant-se fins al 1982.
Alguns veterans del moviment, juntament amb militants que havien sortit de Potere Operaio, van fundar l'organització armada Prima Linea el 1976. El nom deriva del fet que els membres del servei d'ordre de Lotta Continua encapçalaven els actes, ocupant la primera línia durant les manifestacions.

### L'anomenat «lobby de Lotta Continua»
La majoria, que no es va unir a la Prima Linea, va quedar en realitat orfe del seu moviment polític de referència. Alguns, però, romangueren en política: Marco Boato i Domenico Pinto es van unir al Partit Radical; Luigi Manconi primer es va incorporar a la Federació dels Verds, després al Partit Democràtic de l'Esquerra i, finalment, al Partit Democràtic; mentre que altres van simpatitzar amb el Partit Socialista Italià de Bettino Craxi.
Molts antics membres del diari del partit van continuar dedicant-se al món de la comunicació, alguns a la televisió (Rai, Fininvest i LA7) i d'altres en premsa escrita. Entre els més coneguts es troben Toni Capuozzo, Gad Lerner, Paolo Liguori, Giampiero Mughini, Claudio Rinaldi i Adriano Sofri. La persistència dels exmembres de LC en rols d'influència potencial en l'opinió pública ha comportat sovint parlar d'un «lobby de Lotta Continua».

## El cas Calabresi
Després de la mort de Giuseppe Pinelli, el diari del moviment va realitzar una violenta campanya contra el comissari Luigi Calabresi com a responsable de la seva mort. La campanya també va comptar amb el suport d'altres diaris i revistes. El 1970, l'aleshores director, Pio Baldelli, va ser denunciat i processat per difamació i sentenciat a 1 any i 3 mesos en el 1976.

Quan Calabresi va ser assassinat en una emboscada el 17 maig de 1972, el periòdic va titular: «Mort Calabresi, el principal responsable de l'assassinat de Pinelli». Després de l'assassinat del comissari Calabresi, les perquisicions es van alentir, hi va haver moltes equivocacions i el cas va esdevenir un dels misteris sense resoldre d'Itàlia.

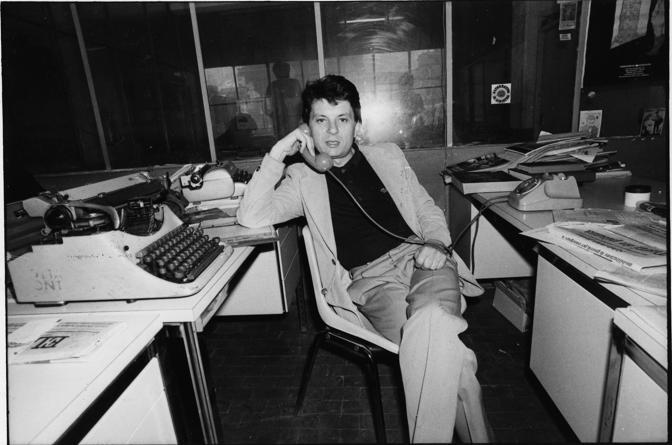
Adriano Sofri a la redacció de Lotta Continua

El 1988, setze anys després dels fets, Leonardo Marino, militant de LC el 1972, va confessar que era un dels dos membres del comando que havia matat el comissari. Va dir que havia conduït el cotxe utilitzat per a l'assassinat i va acusar Ovidio Bompressi d'haver disparat els trets que van matar Calabresi. Va afegir que van rebre l'ordre per a dur a terme l'homicidi d'Adriano Sofri i Giorgio Pietrostefani, aleshores líders del moviment. Segons Marino, el crim es va preparar amb cura: es van agafar les armes d'un magatzem el 14 de maig, es va robar el cotxe la nit del 15 de maig i el crim va ser executat el 17 de maig. També hi havia proves de les seves paraules en els comunicats telefònics adjunts al procediment.
Després d'un llarg procés legal, el poder judicial va considerar fefaent el testimoni de Marino (de fet la prova principal) i va condemnar Leonardo Marino i Ovidio Bompressi, Giorgio Pietrostefani i Adriano Sofri com a executors. Bompressi, Sofri i Pietrostefani van ser condemnats a 22 anys de presó amb sentència definitiva. Inicialment, Marino va ser condemnat a una pena reduïda d'11 anys per col·laborar amb la magistratura. Aquesta sentència reduïda li va garantir la prescripció del delicte el 1995, segons la sentència del Tribunal d'Apel·lació.
La confessió de Marino i la fiabilitat que se li atribuir van ser objecte de crítiques per part de la defensa dels tres acusats i per l'opinió pública. Entre els seus exponents hi havia, entre d'altres, periodistes com Giuliano Ferrara, exmembres de Lotta Continua com Gad Lerner (antic col·laborador del diari) i Paolo Liguori, figures polítiques de Soccorso Rosso Militante com Dario Fo i alguns dels autors de la campanya de premsa contra Calabresi que va precedir el seu assassinat.
El penedit, va caure en contradiccions durant el judici, cosa que l'hauria portat a corregir el seu testimoni diverses vegades en les parts que concerneixen a la participació d'Adriano Sofri i Giorgio Pietrostefani. Respecte a aquestes reclamacions, la magistrada, Laura Bertolè Viale, va respondre que els que tenien dubtes sobre les condemnes no havien llegit els documents processals i les sentències, creant «una mena de jurisprudència alternativa feta als diaris».

## L'homicidi d'Alceste Campanile
Alceste Campanile, militant de Lotta Continua, va ser assassinat en misterioses circumstàncies el 12 de juny de 1975 als voltants de Reggio de l'Emília. Tant el pare com el diari Lotta Continua van insistir en les connexions entre l'assassinat i el món de l'extrema esquerra, principalment relacionades amb el cas del segrest de Carlo Saronio. Anys després, l'assassinat va ser confessat per Paolo Bellini, un vell conegut de Campanile i militant d'extrema dreta.